# 마쿠하리혼고역
마쿠하리혼고역(일본어: 幕張本郷駅)은 일본 지바현 지바시 하나미가와구에 위치한 동일본 여객철도 · 게이세이 전철의 철도역이다. JR 동일본 소부 본선과, 게이세이 전철의 게이세이 지바 선 등 2개의 노선이 운행중이며, 역명과 관련하여 JR 동일본과는 달리 게이세이 전철에서는 앞의 회사명을 붙여서, 게이세이 마쿠하리혼고 역(일본어: 京成幕張本郷駅)이라고 명명한다.

## 타는 곳

### JR 동일본 (마쿠하리혼고 역)
역 번호는 JB 34이며, 섬식 승강장 1면 2선의 구조를 갖춘 지상역이다.
| 1 | 소부 선 (각 역 정차) | 서쪽 방면 | 니시후나바시 · 아키하바라 · 신주쿠 방면 |
| 2 | 소부 선 (각 역 정차) | 동쪽 방면 | 마쿠하리 · 이나게 · 지바 방면           |

### 게이세이 전철
역 번호는 KS 52이며, 섬식 승강장 1면 2선의 구조를 갖춘 지상역이다.
| 1 | 지바 선 | 상행 | 게이세이쓰다누마 · 우에노 · 나리타 공항 · 신케이세이 선 방면 |
| 2 | 지바 선 | 하행 | 지바추오 · 지하라다이 방면                                   |

## 이용 현황

### 연도별 1일 평균 하차 인원
| 승차 인원 추이 | 승차 인원 추이     | 승차 인원 추이 |
| 연도           | 게이세이 전철      | 게이세이 전철  |
| 연도           | 1일 평균 하차 인원 | 증가율         |
| -------------- | ------------------ | -------------- |
| 2002년         | 11,686             |                |
| 2003년         | 11,459             | -1.9%          |
| 2004년         | 11,650             | 1.7%           |
| 2005년         | 11,964             | 2.7%           |
| 2006년         | 12,243             | 2.3%           |
| 2007년         | 13,016             | 6.3%           |
| 2008년         | 13,090             | 0.6%           |
| 2009년         | 12,960             | -1.0%          |
| 2010년         | 12,756             | -1.6%          |
| 2011년         | 12,440             | -2.5%          |
| 2012년         | 12,708             | 2.2%           |
| 2013년         | 13,713             | 7.9%           |
| 2014년         | 14,693             | 7.1%           |
| 2015년         | 15,207             | 3.5%           |
| 2016년         | 15,579             | 2.4%           |

### 연도별 1일 평균 승차 인원 (1981년 ~ 2000년)
| 연도   | JR 동일본 | 게이세이 전철 |
| ------ | --------- | ------------- |
| 1981년 | 4,718     | 미개업        |
| 1982년 | 6,120     | 미개업        |
| 1983년 | 7,853     | 미개업        |
| 1984년 | 9,196     | 미개업        |
| 1985년 | 10,320    | 미개업        |
| 1986년 | 12,258    | 미개업        |
| 1987년 | 13,389    | 미개업        |
| 1988년 | 15,712    | 미개업        |
| 1989년 | 17,778    | 미개업        |
| 1990년 | 19,144    | 미개업        |
| 1991년 | 20,476    | 3,943         |
| 1992년 | 22,466    | 4,100         |
| 1993년 | 25,845    | 5,302         |
| 1994년 | 27,866    | 5,940         |
| 1995년 | 28,185    | 6,118         |
| 1996년 | 27,966    | 6,131         |
| 1997년 | 27,301    | 6,225         |
| 1998년 | 26,809    | 6,148         |
| 1999년 | 27,122    | 5,984         |
| 2000년 | 27,117    | 6,051         |

### 연도별 1일 평균 승차 인원 (2001년 ~)
| 연도   | JR 동일본 | 게이세이 전철 |
| ------ | --------- | ------------- |
| 2001년 | 26,891    | 6,014         |
| 2002년 | 26,333    | 5,838         |
| 2003년 | 25,682    | 5,723         |
| 2004년 | 25,657    | 5,802         |
| 2005년 | 25,498    | 5,963         |
| 2006년 | 25,815    | 6,088         |
| 2007년 | 26,093    | 6,476         |
| 2008년 | 26,084    | 6,486         |
| 2009년 | 25,821    | 6,421         |
| 2010년 | 25,985    | 6,317         |
| 2011년 | 25,933    | 6,163         |
| 2012년 | 25,873    | 6,291         |
| 2013년 | 26,981    | 6,795         |
| 2014년 | 27,329    | 7,287         |
| 2015년 | 27,655    | 7,535         |

## 역 주변
- JR 동일본 마쿠하리 차량 센터
- 하나미가와 구 마쿠하리혼고 시민 센터

## 인접 역
| 동일본 여객철도 소부 선                      | 동일본 여객철도 소부 선 | 동일본 여객철도 소부 선              |
| -------------------------------------------- | ----------------------- | ------------------------------------ |
| JB 33 쓰다누마 지바 방면                     | 소부 선                 | 마쿠하리 JB 35 미타카 방면           |
| 게이세이 전철 지바 선                        |                         |                                      |
| KS 26 게이세이쓰다누마 게이세이쓰다누마 방면 | 게이세이 지바 선        | 게이세이마쿠하리 KS 53 지바추오 방면 |